# Hansel and Gretel (film 1909)
Hansel and Gretel è un cortometraggio muto del 1909 diretto da J. Searle Dawley e prodotto da Edwin S. Porter. Uscì in sala il 15 ottobre 1909.
La prima delle numerose versioni della fiaba dei fratelli Grimm, fiaba che ha ispirato anche Engelbert Humperdinck per la sua opera lirica Hänsel und Gretel.
È il secondo film di Cecil Spooner, un'attrice teatrale che interpreta all'età di 34 anni il ruolo maschile di Hänsel, il bambino della fiaba. Gretel è interpretata dalla ventunenne Mary Fuller.

## Produzione
Il film fu prodotto dalla Edison Manufacturing Company.

## Distribuzione
Distribuito dalla Edison Manufacturing Company, il film - un cortometraggio di 189 metri - uscì nelle sale statunitensi il 15 ottobre 1909. Nelle proiezioni, veniva programmato con il sistema dello split reel, accorpato in un'unica bobina con un altro cortometraggio prodotto dalla Edison, la commedia Whitler's Witless Wanderings.